# Tourtelette améthystine
Turtur afer
Espèce
Statut de conservation UICN

 LC  : Préoccupation mineure
La Tourtelette améthystine (Turtur afer), également connue sous les noms de Colombe africaine ou Émeraudine à bec rouge, est une espèce d'oiseaux de la famille des Columbidae.

## Description
Cet oiseau mesure environ 22 cm pour une masse de 53 à 74 g.
Le plumage est brun assez foncé, le bec rouge et les pattes pourpre foncé. Les ailes présentent chacune deux rangées de quatre taches iridescentes ou spots de couleur bleu à pourpre, mais jamais vert comme chez la vraie Tourtelette émeraudine.

## Distribution
Cet oiseau vit en Afrique subsaharienne (rare en Afrique australe).